# رز برترام
رز برترام (به انگلیسی: Rose Bertram) (زاده ۲۶ اکتبر ۱۹۹۴) مدل بلژیکی است.